# Al-Ghazali
 (décembre 2022).
 (février 2023).
Motif : Une grande partie de l'article est un montage de textes copiés ou traduits fidèlement.
Pour les articles homonymes, voir Ghazali (homonymie).
Cet article concerne le théologien et soufi d'origine persane du XIe siècle. Pour le penseur égyptien du XXe siècle, voir Mohammed al-Ghazali.
Abu Hamid Muhammad ibn Muhammad Al-Ghazali al-Tusi al-Nisaburi (1058-1111) est connu en Occident sous les noms latinisés d'Algazel ou Algazelus. Philosophe, théologien, logicien, juriste et mystique musulman d'origine perse, il est une figure majeure de la pensée musulmane.
Al-Ghazali considère que la tradition spirituelle islamique était, en son temps, devenue moribonde et que les sciences spirituelles enseignées par la première génération de musulmans avaient été oubliées, ce qui l'a conduit à écrire son magnum opus intitulé Iḥyā' 'ulūm ad-dīn (La revivification des sciences de la religion).
Al-Ghazali a une formation philosophique très poussée. Il écrit un essai, intitulé Maqāṣid al-falāsifa (Les intentions des philosophes), tentant de résumer la pensée de philosophes musulmans déjà célèbres (Al-Kindi, Rhazès, Al-Fârâbî et plus particulièrement Avicenne).
Déçu dans sa recherche d'une vérité philosophique finale, il s'oriente vers un mysticisme profond et se montre extrêmement critique envers les philosophes, plus spécialement les métaphysiciens.
Sa critique vise particulièrement l'aristotélisme, dont Avicenne fut le plus éminent représentant. Tahāfut al-falāsifa (L'Incohérence des philosophes) constitue un jalon important dans l'histoire de la philosophie, faisant avancer la critique de la science aristotélicienne développée plus tard dans l'Europe du XIVe siècle.
Henry Corbin dit à son sujet : « Tout en se gardant de certaines hyperboles, on admettra volontiers que ce Khorassanien ait été une des plus fortes personnalités, une des têtes les mieux organisées qui aient paru en Islam ».

## Contexte

### Historique et politique
Au cours de la vie d'al-Ghazali, trois califes se succèdent à la tête de l'empire perse, dont la capitale est à Bagdad depuis que la dynastie abbasside a pris le pouvoir au VIIIe siècle. Al-Ghazali voit le jour sous le règne d'al-Qa'im. En 1075, al-Muqtadi prend sa succession, puis al-Mustazhir de 1094 à 1118. Mais le vaste empire devient difficile à gouverner,.
Ses frontières orientales échappent au contrôle du calife. La dynastie seljouqide s'empare de la région du Khorasan. Togrul Beg se rend maître de Nichapur en 1038. Il se donne le titre de sultan. Son vizir organise la persécution des oulémas chaféites et acharites. Le théologien al-Juwayni doit s'enfuir à Bagdad pour échapper à la prison. Mais le nouveau vizir, Nizam al-Mulk, adopte une politique toute différente. Il choisit de s'appuyer sur les savants religieux pour assurer l'unité du royaume. Il invite al-Juwayni à revenir à Nichapur, où il lui fait construire une université, la madrasa nizamiyya. Il construit de semblables écoles dans les grandes villes, notamment à Bagdad. La ville de Nichapur a acquis une importance politique au IXe siècle, quand les Tahirides, puis les Saffarides, en ont fait leur capitale. Elle est désormais un prestigieux centre culturel.
Nizam al-Mulk est un personnage influent, qui conserve son poste sous le règne des deux successeurs de Togrul Beg, Alp Arslan (1064-1072) puis Malek Shah (1072-1092). Nizam est assassiné en 1092. Mahmoud est le quatrième sultan seljouqide, de 1092 à 1094. Son successeur Barkyaruq doit faire face à la contestation de son propre oncle Tutush qui lui dispute le trône.
L'autorité du calife de Bagdad est également affaiblie par un califat concurrent, celui de la dynastie fatimide, établie au Caire. Ce contre-califat s'appuie sur les chiites ismaéliens. Il se proclame seul légitime et conteste le pouvoir du calife de Bagdad. Il envoie des émissaires pour diffuser la propagande ismaélienne. Ces derniers sont désignés par al-Ghazali sous le nom de Batinites (de batin, qui signifie caché, parce qu'ils sont partisans d'une signification ésotérique du Coran). Hasan ibn Sabbah, chef des ismaéliens nizarites, s'empare d'Alamout en 1090.

### Religieux et intellectuel
Les théologiens musulmans élaborent progressivement le dogme orthodoxe. Après une période qui se caractérisait par la rivalité entre mutazilites et acharites, ces derniers ont triomphé. Le kalam acharite se distingue en particulier par l'affirmation de l'éternité de la parole de Dieu (le Coran est incréé) ; de la réalité des attributs divins, qui sont distincts de l'essence de Dieu ; de la prédestination et de la toute-puissance de la volonté de Dieu. La doctrine d'al-Achari a été complétée par ses disciples dont le plus célèbre au XIe siècle est l'imam al-Juwayni. Ce dernier est de rite chaféite : dans la région de Nichapur, une liaison s'est établie entre la théologie acharite et l'école chaféite.
Le soufisme, mouvement mystique qui fait l'éloge d'une vie consacrée à l'amour de Dieu et aux exercices spirituels, se répand. Les premiers couvents apparaissent au Xe siècle. Mais les premières confréries ne verront le jour que dans le courant du XIIe siècle, après la mort d'al-Ghazali.
Les falasifa sont des philosophes musulmans qui ont cherché à concilier leur foi avec la philosophie d'Aristote. Ils parviennent à une solution originale au moyen d'une interprétation néo-platonicienne de l'aristotélisme. Leurs noms sont al-Farabi, Avicenne et Miskawayh. Seuls les mutazilites ont intégré certaines des idées des philosophes à leur doctrine. Les contacts entre la théologie acharite et les falasifa sont encore très faibles. Mais al-Juwayni, qui découvre la philosophie d'Avicenne, sans doute lors de son séjour à Bagdad, va l'enseigner à son disciple al-Ghazali,.

## Biographie

### De Tous à Bagdad
Selon des historiens médiévaux musulmans, Al-Ghazali serait né en 1058 ou 1059. C'est depuis Ibn al-Jawzi que la date de 1058-1059 (450 AH) est devenue couramment acceptée,. Mais, selon les recherches de Frank Griffel, qui s'appuie sur des éléments autobiographiques donnés dans la correspondance d'Al-Ghazali, sa date de naissance pourrait être un peu plus précoce : 1055-1056 (448 AH). Il serait né à Tous (au nord-est de l'actuel Iran). Mais Tous est alors un district, composé de deux villes, Tabaran et Nuqan, et de nombreux villages. Certains auteurs ont supposé que le nom d'al-Ghazali indiquait son village d'origine. D'autres, comme l'historien al-Subki (en), ont avancé que sa nisba (la partie du nom qui indique en général le lieu d'origine) indiquait le métier de son père, et que sa graphie correcte était al-Ghazzali, avec deux z, parce que son père était tisserand (ghazzal). Mais les chercheurs contemporains pensent qu'il s'agit là d'une pétition de principe : partant de l'étymologie supposée, on a inféré le métier du père. L'hypothèse que la nisba al-Ghazali indique son lieu de naissance leur paraît plus probable,. Il est vrai qu'on ne connaît pas de village du nom de Ghazalah. Mais Tûs a été détruite en 1389. Un argument avancé est que, si la nisba fait en effet parfois référence au métier du père, ce n'était pas l'usage à Tous. L'orthographe al-Ghazali a donc des chances d'être la plus juste.
Lui et son frère Ahmad reçoivent leur première éducation à Tous. Ils se trouvent orphelins de bonne heure. Mais le père a pris des dispositions : il confie ses fils à un ami soufi à qui il donne une somme d'argent afin qu'il pourvoie à leur éducation. Une fois le pécule dépensé, al-Ghazali se rend à la madrasa nizamiyya de Nishapur, où al-Juwaynî, le théologien acharite le plus célèbre de l'époque, lui enseigne principalement le droit, mais aussi la théologie et des éléments de logique et de philosophie. Cela lui ouvre les portes de la cour seljoukide. À la mort de ses maîtres Juwayni et al-Faramidhi, en 1085, il rejoint le camp (al-mu'askar) du grand-vizir Nizâm al-Mulk, avec qui il entretiendra des contacts étroits, et qui nomme al-Ghazali, en 1091, à la célèbre Nizâmiyya de Bagdad, une madrasa qu'il a fondée et qui a pris son nom,. Grâce à ce poste, il pourra nouer des liens étroits avec la cour du calife. Il y enseigne la jurisprudence (fiqh) chaféite. À cette époque, il compose ses premiers livres, des traités de droit musulman. Parmi ses étudiants, on compte Abu Bakr Ibn Arabi. Il se plonge dans la lecture des philosophes, en particulier al-Farabi et Avicenne. Son livre Maqasid al-falasifa (« Les intentions des philosophes ») rend compte de ces recherches. Mais en 1095, il quitte soudain sa fonction, et ce alors même qu'il était sans doute l'intellectuel le plus influent de son temps.

### De Tous à La Mecque et retour
Depuis deux ans plus tôt, il lit des ouvrages de soufis, notamment le Qut al-Qulub d'al-Makki, ce qui le conduit à modifier son mode de vie. En particulier, l'engagement au service du pouvoir politique, les compromissions que cela entraîne avec un pouvoir souvent répressif lui paraissent incompatibles avec une vie religieuse véritable et les règles éthiques qui en découlent.
Cette année 1095, il quitte donc Bagdad pour Damas, où il passe deux ans, puis Jérusalem. À Hébron, il se rend sur la tombe d'Abraham, où il fait le serment d'abandonner tout lien avec le pouvoir politique, y compris les tâches d'enseignement dans des madrasas financées par les autorités (il continuera cependant à enseigner dans des zawiyas financées par des privés).
En 1096, il accomplit le hajj à La Mecque, après quoi il retourne à Tous où il fonde une petite école privée et un couvent pour les soufis (khânqâh) près de sa maison,. Cependant, en 1106, il reprend une charge d'enseignement à la madrasa Nizâmiyya de Nishapur, en contradiction avec sa décision de 1095, justifiant cette décision par la confusion qui régnait dans la population à propos de la théologie, ainsi que par les pressions du pouvoir seljoukide. En effet, le fils de Nizam al-Mulk, Fakhr al-Mulk, le presse de reprendre ses fonctions d'enseignement.

Al-Ghazali se voyait comme un des revivificateurs (ar (sing.): muhyî) de la religion qui étaient annoncé au début de chaque siècle,. À Nishapur, son enseignement va déclencher la controverse, en particulier un certain nombre de thèses de son grand ouvrage, La revivification des sciences de la religion, auxquelles on reproche d'être nourries par la falsafa. Al-Ghazali doit comparaître devant le  gouverneur seldjoukide Ahmad Sanjar, qui le lave de ces accusations et soutient son travail. Il demande alors d'être relevé de ses tâches d'enseignement à Nishapur, ce qui est lui refusé. Il poursuit aussi son travail dans sa zawiya à Tous, ville où il meurt en décembre 1111.

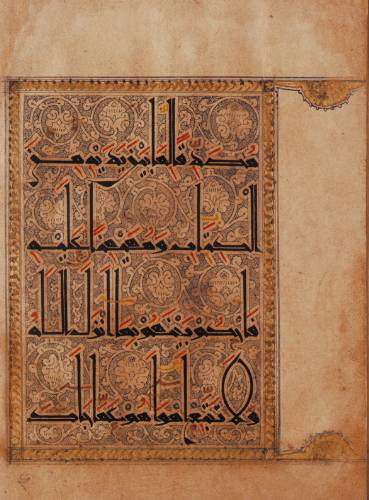
Coran du XIIe siècle.

## Crise spirituelle
La crise qui a conduit Al-Ghazali à adopter la voie soufie a donc commencé en juillet 1095, et elle va durer six mois. À terme, il abandonne ses fonctions à Bagdad, et quitte la ville pour entamer une vie de prière et de retraite spirituelle qui durera environ onze ans. Presque toutes les informations à ce sujet proviennent de l'autobiographie de Al-Ghazali, composée plusieurs années plus tard, lorsque l'expérience douloureuse put être « racontée dans la tranquillité ». Mais la réalité de la crise est confirmée par les rapports de certains de ses étudiants, et par son biographe Al-Farisi (en). Son départ soudain a fait du bruit,.

### Une crise sceptique et spirituelle
Al-Ghazali a probablement écrit son autobiographie, Al-munqidh min al-dalâl (« La délivrance de l'erreur »), entre 1106 et 1109. Il y offre un récit personnel de deux crises distinctes,. La première crise, plus intense, dure environ deux mois. Sa narration, dans La délivrance, est marquée par la quête, la  perplexité, un doute frôlant le désespoir, le scepticisme poussé jusqu'à la folie, et finalement de délivrance. Al-Ghazali s'y montre assailli par l'incertitude, mettant à nu les défauts moraux et les tensions qui le tourmentaient. Il s'agit d'une crise sceptique, qui conduit Ghazali à douter même des données des sens et des principes rationnels les plus fondamentaux. Elle affecte la santé de Ghazali, qui n'est plus en état d'assurer ses cours. Non seulement il perd l'usage de la parole, mais il n'est plus en mesure de s'alimenter normalement.
| \| Localisation sur la carte d'Iran · Tūs sur une carte de l'Iran \| Localisation sur la carte d'Iran Tūs sur une carte de l'Iran. |
| Localisation sur la carte d'Iran · Tūs sur une carte de l'Iran                                                                     |

Les médecins qu'il consulte ne peuvent le guérir et Ghazali se moque de leurs tentatives de diagnostic : « C'est quelque chose qui s'est installé dans son cœur et qui s'est glissé dans ses humeurs. » et sans doute ont-ils parlé de « mélancolie » à son propos. Durant cette dépression, Al-Ghazali est frappé d'aphasie, qui a pu être causée par la peur et la perplexité. Il est certain que ces deux émotions dominaient Al-Ghazali à l'époque.
Cette crise trouve une issue dans la conviction que la source de la certitude ne se situe ni dans les sens ni dans la raison, mais dans une lumière venue de Dieu. Dans le Munqidh, après avoir examiné et rejeté les batinites, la philosophie et le kalam, Ghazali adhère aux principes mystiques des soufis : ce n'est pas la raison mais l'inspiration divine qui conditionne la connaissance de la vérité,.
Cette première crise est suivie d'une seconde, née de la tension que provoquait son entrée dans le soufisme qui devait l'amener à la Vérité, et sa crainte d'entrer dans cette voie à cause des renoncements que cela exigeait. La difficulté n'est pas tant dans les austérités de l'ascétisme que de l'abandon de son statut social, et renoncer ainsi à la popularité auprès de ses étudiants ainsi qu'à son influence à la cour pour une vie anonyme et humble.

### Un conflit moral
Tandis que la première crise est d'ordre spirituel, la seconde est d'ordre plus pratique : elle naît de l'hésitation à franchir le pas, à mettre en accord ses principes et son mode de vie. En effet, le soufisme recommande le renoncement aux biens de ce monde. Ghazali, proche de la cour du calife, rémunéré pour son enseignement, occupant une position enviable, sent qu'il est en porte-à-faux avec ses convictions. Ses lectures ont pu le pousser à passer à l'acte. Al-Muhasibi ne s'est pas contenté de prêcher le renoncement au monde : il a donné l'exemple se retirant de toute vie publique pour vivre une vie d'ascète. Al-Makki, dont l'influence est notable dans l'œuvre de Ghazali, vivait une vie d'ascète. Al-Shibli, qui était gouverneur et a renoncé à son poste pour suivre la voie soufie, a pu inspirer à Ghazali la volonté de mettre sa vie en harmonie avec ses idées. La collusion entre le pouvoir politique et les oulémas, nommés par le pouvoir et instrumentalisés, a sans doute inspiré à Ghazali le désir de se dégager de la dépendance à l'égard des princes. Dans la Revivificaton, il exprime son amertume et sa déception quant au milieu des intellectuels religieux de son temps. De même, il regrette que les sciences religieuses, dominées par l'étude de la jurisprudence, ne se préoccupent davantage de ce monde-ci que de l'Au-delà.

### Facteurs politiques
Certains lecteurs d'al-Ghazali ont avancé d'autres hypothèses quant à ses motivations. Pourtant, la plupart admettent que la description donnée de sa crise et de sa conversion dans le Munqidh est sincère. Si d'autres facteurs ont pu jouer, ce n'est donc qu'à titre d'éléments facilitateurs ou de causes secondaires. Parmi elles, on a cité les motifs politiques. Ghazali aurait quitté ses fonctions à Bagdad par peur des batinites. En effet, l'assassinat de Nizam al-Mulk, quelques années auparavant, en 1092, leur a été attribué. Or, Ghazali a écrit contre eux un pamphlet, à la demande du calife Mustazhir. Cependant, cette hypothèse semble peu convaincante. Si Ghazali avait eu peur d'être assassiné, il aurait choisi une destination sûre. Or, il est parti pour Damas, qui était alors sous l'influence des Fatimides, et ne constituait donc pas la destination idéale de ce point de vue. De plus, il n'a pas craint de continuer à écrire des textes polémiques dirigés contre les batinites,. Une autre hypothèse fait valoir qu'il serait tombé en disgrâce auprès du sultan Barkyaruq, après avoir apporté son soutien à Tutush, oncle et rival de ce dernier. L'hypothèse semble peu probable : Ghazali avait peur qu'on ne le retienne, et il a prétexté le pèlerinage à La Mecque pour partir,.

### Doutes sur les sens et la raison
Al-Ghazali s'interroge sur ce qui peut être su sans aucun doute. Ce qui lui paraît d'abord le plus sûr, c'est le témoignage de ses sens. Mais la perception sensible peut être mise en doute par les illusions, par exemple la perception de la taille apparente du soleil. La raison permet de juger que cette perception est trompeuse. Mais Ghazali doute aussi de la raison. Ses observations lui montrent que la raison peut corriger les erreurs des sens. Mais peut-on faire pleinement confiance à la raison elle-même ?
Al-Ghazali se réfugie dans les « principes premiers » de la raison — vérités a priori (le tout est plus grand que ses parties, etc.) —, mais ceux-ci (et la raison qui les découvre) ne sont pas à l'abri du doute. Si bien que Ghazali voit la possibilité d'une suite sans fin de perception jugées fausses par un « arbitre de la vérité » encore inconnu. C'est finalement, écrit-il dans son autobiographie, une « Lumière que Dieu a projetée dans [s]on cœur » (et non la raison) qui lui permettront de sortir de cette crise.
W. Montgomery Watt note des analogies avec l'argumentation de Miskawayh dans son Traité d'éthique.

### Le tournant soufi
Al-Ghazali soutient qu'il existe un « stade au-delà de l'intellect » qui n'est pas démontrable. Ce n'est que par cette connaissance ultime que l'on peut atteindre la certitude. Il divise alors les sciences religieuses en deux catégories : les sciences « du dévoilement » (théologie, connaissance de la nature de Dieu, sciences donc théoriques) et les sciences de la pratique, dans lesquelles on distingue à nouveau deux catégories: celles qui concernent la pratique extérieure (le rituel, la Loi, il s'agit des sciences juridiques) ; et celles qui concernent la foi elle-même, la vertu, la relation intime du croyant avec Dieu.
Selon Al-Ghazali, les deux premières sortes de sciences religieuses ont été bien assez développées, au détriment de la pureté de la foi et de la démarche spirituelle. C'est ainsi qu'Averroès explique le titre du Ihya' `Ulûm al-Dîn : les sciences auxquelles il s'agit de redonner vie, ce sont celles qui concernent la spiritualité de l'islam.

## Les principes théologiques d'Al-Ghazali
Al-Ghazali a écrit un certain nombre ouvrages théologiques, allant du Qawa'id al-'Aqa'id (une œuvre qu'il a d'abord composée pendant son séjour à Jérusalem comme une épître (risâla) pour les musulmans de la ville et qu'il a ensuite développée et intégrée dans le deuxième livre de la Revivification) à une série de traités polémiques attaquant les Ismaélites (ou "Batinites"). Mais la ligne n'est pas toujours facile à tracer. Bien qu'il s'inscrive dans la tradition du Kalâm ash'arite, qu'il a à la fois promu et affiné, ses œuvres théologiques sont rarement tout à fait conformes à ce type. Même les plus ostensiblement « orthodoxes » sont entremêlées d'autres éléments, tirés principalement de la philosophie.
Al-Ghazali partage le point de vue des jurisconsultes et des théologiens asharites à propos de « la croyance en l'unicité et l'éternité de Dieu, un Dieu sans substance ni forme, qui ne ressemble à aucune chose et auquel aucune chose ne ressemble, un Dieu omniprésent, omniscient et omnipotent, un Dieu doué de vie, de volonté, d'ouïe, de vue et de parole. »,. Toutefois, il abandonne la théorie atomiste adoptée par les théologiens ash'arites. Pour lui, par conséquent, l'âme n'est pas composée de corpuscules : elle est immatérielle.

### L'objectif de la théologie
Dans La modération dans la croyance (« Al-Iqtisād fī al-i'tiqād »), Al-Ghazali suit le courant dominant de la théologie ash'arite, établi de longue date, et en particulier des maîtres antérieurs tels que Al-Ash'ari, Al-Baqillani, et de son propre maître, Al-Juwayni. Ce court traité aborde quatre sujets majeurs : l'essence de Dieu, ses attributs, ses actions et ses émissaires.
Dans ce même traité, Al-Ghazali voit en la théologie la meilleure méthode pour atteindre cet équilibre entre les « préceptes obligatoires de la révélation » et les « impératifs de la raison ». Al-Ghazali y voit aussi un moyen terme entre la soumission rigide à l'autorité de certains traditionnistes et les prétentions présomptueuses des philosophes et des théologiens ultra-rationalistes, comme les Mu'tazilites.

### Ontologie et cosmologie d'Al-Ghazali
Dans le livre 35 de la Revivification des sciences de la religion, consacré à « La croyance en l'unité divine et la confiance en Dieu » (Kitâb al-Tawhîd wal-tawakkul), il discute de la relation entre les actions humaines et l'omnipotence de Dieu en tant que créateur du monde. Al-Ghazali développe une position strictement déterministe, considérant le monde comme un ensemble de connexions qui sont toutes prédéterminées et méticuleusement planifiées dans le savoir intemporel  de Dieu. Dieu est le seul « agent » ou la seule« cause efficiente » ("fâ'il", ce mot ayant en arabe les deux sens) dans le monde, et tout est déterminé par lui, y compris les actions humaines.
La connaissance de Dieu ne change pas lorsque son objet ou le monde change. Elle existe dans l'intemporalité et ne contient pas de « cognitions » ('ulûm) individuelles des choses, comme c'est le cas de la connaissance humaine. Dieu est le point de départ de toutes les chaînes causales et Il crée et contrôle tous les éléments qui s'y trouvent. Dieu est celui qui fait fonctionner les causes en tant que causes. Il conçoit l'univers dans son savoir intemporel, le fait naître à un moment donné et lui fournit un apport constant et bien mesuré d'être (wujûd).
Selon l'explication d'Avicenne sur la création l'être est transmis de Dieu à la première création, ontologiquement la plus élevée et, de là, par une chaîne de causes efficientes secondaires, à tous les autres existants. Cependant, Dieu demeure la seule véritable cause efficiente (fâ'il) dans cette chaîne. Al-Ghazali a également suivi Avicenne dans sa conviction que ce monde est le meilleur de tous les mondes possibles. Il faut cependant souligner que, contrairement à Avicenne, Al-Ghazali a fermement soutenu que Dieu exerce un véritable libre arbitre et que lorsqu'Il crée, Il choisit entre des alternatives. La volonté de Dieu n'est en aucune façon déterminée par sa nature ou son essence. La volonté de Dieu est le déterminant indéterminé de toute chose en ce monde.
C'est précisément cette affirmation de la liberté de la volonté de Dieu qui conduit Ghazali à rejeter la conception émanatiste d'al-Farabi et d'Avicenne. Leur théorie selon laquelle les créatures émanent ou découlent de Dieu de façon nécessaire lui paraît contraire à l'idée de création libre et volontaire. En outre, si le monde découle de Dieu de façon nécessaire, alors il faut admettre que le monde a toujours existé. Or, al-Ghazali refuse cette thèse de l'éternité du monde.
La cosmologie d'Al-Ghazali sur la détermination de Dieu et son contrôle sur les événements de sa création à travers des chaînes de causes visait à raffermir la doctrine sunnite de l'omnipotence et de la prédétermination divine contre les critiques des mu'tazilites et des chiites. Al-Ghazali est partisan d'une forme d'occasionalisme : si l'effet suit la cause, ce n'est pas en vertu de l'action de la seconde sur le premier, mais parce que Dieu le veut ainsi. Les constantes que l'on observe dans la nature ne sont que l'effet du bon vouloir de Dieu, qui pourrait changer l'ordre du monde s'il le voulait. L'affirmation de la liberté de Dieu, seule cause de tout ce qui arrive, le conduit à nier le libre arbitre humain,,. Les humains n'ont que l'impression d'un libre-arbitre (ikhtyâr). En réalité, ils sont contraints de choisir ce qu'ils estiment être la meilleure action (khayr) parmi les alternatives présentes.
L'ontologie déterministe d'Avicenne, où chaque événement dans le monde créé est par lui-même contingent (mumkin al-wujûd bi-dhâtihi) mais aussi rendu nécessaire par quelque chose d'autre (wâjib al-wujûd bi-ghayrihi), fournit une interprétation appropriée de la prédétermination de Dieu et est facilement adoptée par Al-Ghazali bien qu'il ne l'admette jamais ni n'utilise la terminologie d'Avicenne.

## L'incohérence des philosophes

### Une réfutation de l'aristotélisme
La réponse d'Al-Ghazali à l'aristotélisme que constitue L'Incohérence des philosophes est considérée comme un chef-d'œuvre de la littérature philosophique. Al-Ghazali qualifie cet ouvrage de « réfutation » (radd) de la philosophie, sur la base de quoi un certain nombre de chercheurs ont émis l'hypothèse, erronée, que sa critique de l'aristotélisme équivalait à un rejet absolu de ses enseignements. Al-Ghazali se plaint au début du livre que les falāsifa tiennent leur mode de connaissance par « preuve démonstrative » (burhân) pour supérieur à la connaissance théologique tirée de la révélation et de son interprétation rationnelle.
Al-Ghazali discute vingt enseignements clés des falāsifa. Seize d’entre eux concernent des positions ayant cours dans leur métaphysique (ilâhiyyât), et les quatre autres des positions qui apparaissent dans leur philosophie de la nature (tabî'iyyât). Trois positions, particulièrement, constituent à ses yeux des hérésies : l'idée d'une éternité passée du monde ; celle que Dieu ne connaîtrait pas les particuliers ; la remise en question de la résurrection des âmes sans les corps.

### «L'orgueil» épistémologique des philosophes
Al-Ghazali y rejette la prétention que ces enseignements soient démonstrativement prouvés. Dans une discussion philosophique détaillée et complexe, Al-Ghazali vise à montrer qu'aucun des arguments en faveur de ces vingt enseignements ne répond à la norme épistémologique élevée de démonstration (burhân) que les falāsifa se sont fixée. Au contraire, les arguments soutenant ces vingt convictions reposent sur des prémisses non prouvées qui ne sont acceptées que par les falāsifa, mais qui ne sont pas établies par la raison et les critères épistémologiques qu’eux-mêmes s’octroient.
En montrant que ces positions sont soutenues par de simples arguments dialectiques, Al-Ghazali vise à déconstruire ce qu'il considère comme un orgueil épistémologique des falāsifa qui, selon lui, ne font que répéter les enseignements des fondateurs de leur mouvement sans les examiner de manière critique.
L'argument initial du livre porte sur le caractère démonstratif des arguments qui y sont discutés. Le livre « réfute » de nombreuses positions dont Al-Ghazali reconnaît pourtant la vérité, y souscrivant même dans ses œuvres ultérieures. Dans ces cas, Al-Ghazali veut montrer que si ces enseignements philosophiques particuliers sont solides et vrais, ils ne sont pas vérifiables par les moyens de la démonstration.
La source ultime de la connaissance des falāsifa sur la nature de Dieu, l'âme humaine, ou les sphères célestes, par exemple, sont les révélations données aux premiers prophètes tels qu'Abraham et Moïse. Ce n'est donc pas la raison qui est selon Ghazali la source et le critère de la vérité. Bien au contraire, il est « convaincu de l'inaptitude de la raison à atteindre la certitude ». Il semble donc difficile de faire de lui un précurseur du rationalisme moderne ou d'affirmer qu'il a « anticipé » les « principales idées de Descartes ».
Si l'on doit reconnaître à Ghazali le mérite d'avoir perçu l'inaptitude de la logique aristotélicienne à fonder une science certaine, en revanche, il n'a pas aperçu la fécondité des mathématiques. La solution vers laquelle il se tourne (la Révélation et le mysticisme comme sources de la vérité) l'empêche de théoriser la science moderne comme l'a fait Descartes.

### La théorie de la causalité

#### La possibilité des miracles
Dans la 17e discussion d'Incohérence des Philosophes, Ghazali explique de manière concise mais néanmoins complète sa conception de la causalité. Cette discussion n'est pas déclenchée par une quelconque opposition à la causalité. Elle vise plutôt à forcer les adversaires d'Al-Ghazali, les falāsifa, à reconnaître que tous les miracles prophétiques rapportés dans le Coran sont possibles. Pour un philosophe qui admet la révélation, reconnaître une telle possibilité revient à accepter la réalité de ces actions des prophètes, ainis que la véracité du récit de la révélation.

#### La non-nécessité du lien causal
Selon Griffel, la phrase qui ouvre cette 17e discussion est « un chef-d'œuvre de la littérature philosophique ». La voici :

« Le lien (iqtirân) entre ce que l'on croit habituellement être une cause et ce que l'on croit habituellement être un effet n'est pas nécessaire (darûrî), selon nous. Mais [avec] deux choses quelconques [qui ne sont pas identiques et qui ne s'impliquent pas l'une l'autre] (...) il n'est pas nécessaire que l'existence ou la non-existence de l'une découle nécessairement (min darûra) de l'existence ou de la non-existence de l'autre (...). Leur connexion est due à la décision préalable (taqdîr) de Dieu, qui les crée côte à côte ('alâ al-tasâwuq), et non à sa nécessité par elle-même, incapable de séparation »

Pour Ghazali, il y a quatre conditions auxquelles doit satisfaire toute explication des processus physiques pour être recevable: 1) le lien entre une cause et son effet n'est pas nécessaire; 2) l'effet peut venir à l'existence sans cette cause particulière (cause et effet « ne sont pas incapables de se séparer », dit Ghazali); 3) Dieu crée deux événements concomitants, côte à côte; 4) la création de Dieu suit une décision préalable (taqdîr).
Al-Ghazali ne nie pas l'existence d'une connexion entre une cause et son effet ; il nie plutôt le caractère nécessaire de cette connexion. Il avance que les connexions causales ne peuvent être prouvées par observation. L'observation ne peut que conclure à la concomitance de la cause et de son effet : « L'observation (mushâhada) pointe vers une occurrence contiguë (al-husûl 'indahu) mais jamais vers une occurrence combinée (al-husûl bihi) ni vers l’inexistence d'autres causes ('illa) pour cela. »
Selon Ghazali, deux choses ou événements se suivent, mais l'un n'affecte pas forcément l'autre de quelque manière que ce soit. L'habitude de voir toujours la survenue de l'effet après la cause de manière répétée fixe dans l'esprit, avec une certitude au demeurant indémontrable, la croyance en la survenue de l'effet en fonction de la cause. Cette croyance ne fait en aucun cas de ce lien de cause à effet une nécessité. Un fait qui précéderait un autre sans qu'on le tienne pour sa cause n'est pas logiquement impossible.

#### Une négation du lien causal?
Mais Al-Ghazali ne nie pas pour autant l'existence de liens de causalité, car même si l'observation (ou toute autre méthode) ne permet pas de les prouver, elles peuvent ou non exister. Il rejette l'idée que le lien cause-effet est simplement nécessaire en soi: si tel était le cas, la cause immédiate suffit à produire l'effet, sans que rien d'autre soit nécessaires.
Toute comme le père n'est pas la seule cause efficiente du fils, chaque relation de cause à effet peut impliquer des causes efficientes autres que celle qui est la plus évidente. Et il se peut ainsi qu'une cause efficiente immédiate ne soit que l'élément ultime d'une chaîne de causes efficientes qui va jusqu'au royaume céleste, et que les « anges » (terme qui recouvre les intellects des sphères célestes) soient des éléments intermédiaires de la chaîne causale qui a son point de départ en Dieu. Et celui-ci peut créer cet effet directement, ou par le biais d'une causalité secondaire
David Hume développe une conception de la causalité similaire à celle d'Al-Ghazali, à cette différence près que là où Al-Ghazali place le fondement ultime de la causalité à Dieu, Hume le place dans l'habitude issue de l'expérience (par la mémoire, on s'habitue — et donc on s'attend — à voir à chaque fois deux événements se succéder). La similitude de la pensée d'Al-Ghazali et de Hume sur ce sujet a incité Ernest Renan à rappeler à ses lecteurs que « Hume n'a rien dit [sur le lien de causalité] de plus que ce qu'Al-Ghazali avait déjà dit ». Renan ajoute que l'attaque de Ghazali contre le rationalisme nie les lois de la nature, ce qui revient à ruiner la possibilité des sciences modernes conçues comme connaissance de lois nécessaires. Mais Frank Griffel ne s'aventure pas à comparer deux penseurs aussi éloignés que Ghazali et Hume. Abderhamane Badawi non plus et s'en explique : « Nous nous élevons contre les rapprochements  - à notre avis abusifs - qui ont été faits entre la démarche d'al-Ghazali et celle de certains philosophes européens modernes, par exemple entre le doute d'al-Ghazali et celui de Descartes, entre la conception de la causalité chez al Ghazali et chez David Hume. Ce sont de vaines hypothèses, dénuées de tout fondement sérieux. » Ce raccourci historique est contesté.
Al-Ghazali est partisan d'une forme d'occasionalisme : si l'effet suit la cause, ce n'est pas en vertu de l'action de la seconde sur le premier, mais parce que Dieu le veut ainsi. Les constantes que l'on observe dans la nature ne sont que l'effet du bon vouloir de Dieu, qui pourrait changer l'ordre du monde s'il le voulait. En cela, il est un continuateur de la pensée d'al-Ash'ari. Comme le fondateur de l'école, son affirmation de la liberté de Dieu, seule cause de tout ce qui arrive, le conduit à nier le libre arbitre humain,.

### Une critique des modalités aristotéliciennes

#### Le modèle aristotélicien / avicennien
Al-Ghazali et Avicenne s'opposent moins sur la question de la causalité elle-même que sur la nature nécessaire de la création divine: Al-Ghazali n'attaque pas la conception d'Avicenne de la causalité, mais bien son ontologie de la nécessité (necessitarian ontology). Griffel explique qu'Avicenne conçoit les modalités en suivant le modèle diachronique d'Aristote, et il lie la possibilité d'une chose à son actualité temporelle.

« Une phrase non qualifiée dans le temps, comme "Le feu provoque la combustion du coton", en réalité contient implicitement ou explicitement une référence au moment de l’énonciation comme faisant partie de sa signification ; si cette phrase est vraie à chaque fois qu'elle est prononcée, elle est nécessairement vraie. Si sa valeur de vérité peut changer au cours du temps, elle est possible. Si une telle phrase est fausse à chaque fois qu'elle est prononcée, elle est  impossible. Dans les théories modales aristotéliciennes, les termes modaux étaient considérés comme faisant référence au seul et unique monde historique qui est le nôtre. Pour Avicenne, le feu provoque nécessairement la combustion du coton parce que la phrase "Le feu provoque la combustion du coton" était, est et sera toujours vraie. »

#### Le modèle ash'arite
La compréhension des modalités par Al-Ghazali s'est développée dans le contexte du kalâm ash'arite et s'oppose au modèle d'Aristote et d'Avicenne. Le kalâm ash'arite a développé une vision qui est très proche de notre compréhension moderne des modalités comme faisant référence à des états alternatifs synchroniques[Quoi ?].
La notion de nécessité fait référence à ce qui existe dans toutes les alternatives possibles, la notion de possibilité fait référence à ce qui existe dans au moins une alternative, et ce qui est impossible n'existe dans aucun état de choses concevable. Un bâtiment, dit Al-Juwayni « est une possibilité qui se réalise (min jawâz hudûthihi). La personne sait de manière décisive et immédiate que l'état réel (hudûth) de ce bâtiment est parmi ses états possibles (ja'izât) et qu'il n'est pas impossible dans l'intellect qu'il n'ait pas été construit ».
Ainsi, la succession temporelle des états du bâtiment pour juger de sa possibilité ou non est évacuée. Nous réalisons immédiatement, dit Al-Juwaynî, qu'il existe un état alternatif synchronique au bâtiment actuel. C'est le sens même de la possibilité, ou plus précisément de la contingence (imkân). Réaliser qu'il existe une telle alternative est une partie importante de notre compréhension : « Une personne intelligente ne peut rien réaliser dans son esprit sur les états du bâtiment sans le comparer avec ce qui est contingent comme lui (imkân mithlihi) ou ce qui en est différent (khilâfhi) ».

#### Ontologie des modalités
Pour Avicenne, les modalités existent dans la réalité alors que pour Al-Ghazali, elles n'existent que comme jugements dans l'esprit humain. Al-Ghazali s'oppose à la prémisse d'Avicenne selon laquelle la possibilité a besoin d'un substrat. Al-Ghazali déplace, comme le dit Kukkonen, le lieu de la présomption de l'existence effective d'une chose du plan de la réalité actualisée au plan de la concevabilité mentale.
Quand Al-Ghazali dit que la connexion entre la cause efficiente et son effet n'est pas nécessaire, il veut souligner que la connexion pourrait être différente même si elle ne le sera jamais. Pour Avicenne, le fait que la connexion n'a jamais été différente et ne le sera jamais implique qu'elle est nécessaire. Al-Ghazali n'exige nulle part dans ses œuvres qu'une connexion causale donnée ait été différente ou soit différente pour être considérée comme non nécessaire.
La connexion entre une cause et son effet est contingente (mumkin) parce qu'une alternative à celle-ci est concevable par l'esprit. Nous pouvons imaginer un monde où le feu ne provoque pas la combustion du coton. Un tel monde serait radicalement différent de celui dans lequel nous vivons. La modification d'un seul lien de causalité impliquerait probablement que beaucoup d'autres seraient également différents. Pourtant, un tel monde peut être conçu dans notre esprit, ce qui signifie qu'il est possible. Dieu, cependant, n'a pas choisi de créer un tel monde alternatif possible.
Al-Ghazali veut faire remarquer que Dieu aurait pu choisir de créer un monde alternatif où les connexions causales sont différentes de ce qu'elles sont. Avicenne a nié cette idée, car pour lui, le monde est l’effet nécessaire de la nature de Dieu et un monde différent de celui-ci est inconcevable. Al-Ghazali objecte et dit que ce monde est l’effet contingent du libre arbitre de Dieu et de son choix délibéré entre des mondes alternatifs.

## La raison et la religion

### Les limites de la raison
Si Al-Ghazali est considéré comme l'aboutissement de la théologie asharite, c'est surtout en raison de sa méthode. Bien que l'imam al-Juwayni ait entrouvert la porte avant lui, c'est Al-Ghazali qui introduit véritablement la logique aristotélicienne dans le kalām et inaugure l'ère des « modernes », dont les autres représentants seront Sharastanī et Faḫr ad-Dīn ar-Razī.
L'être humain va chercher ses connaissances à deux sources: l'une humaine, l'autre divine. En tant que telles, on ne saurait considérer ces deux sources comme égales: leur méthode, leurs résultats, leur accès à la vérité diffèrent. Grâce à la première, nous connaissons le monde, au moyen de la perception et de la raison (qui sont en soies moyens limités); la seconde est à la fois révélation et inspiration, et grâce à elle, nous connaissons le monde de l'au-delà. Car la raison a ses limites, comme Ghazali l'a montré dans L'Incohérence des philosophes, (et montré aussi, dans Erreur et délivrance, comment il a été lui-même confronté à ces limites).
La logique ne peut pas tout démontrer. Elle n'est pas un moyen de découvrir la vérité, mais seulement de la vérifier. C'est pour cette raison qu'Al-Ghazali accepte de l'intégrer à la théologie : il n'a pas de réticences à employer un outil forgé par un philosophe païen (Aristote) parce que la logique, à ses yeux, est un simple instrument, tout à fait neutre en termes de contenu de savoir. Mais pour cette même raison, la logique est insuffisante. De même, les textes ne se suffisent pas, ils doivent être éclairés par la raison, dont on vient de voir qu'elle ne peut pas tout.
Al-Ghazali encourage la pratique des sciences, qu'elles soient profanes ou religieuses. Toutefois, il n'est pas nécessaire au croyant qu'il soit versé dans chacune des sciences de ce monde (ulūm al-duniā), il lui suffit de connaître ce que les savants en ont dit. En revanche, la pratique des sciences religieuses (ulūm al-dīn) est un devoir pour tout fidèle.

### Théologie et démonstration
Al-Ghazali introduit la notion aristotélicienne de démonstration (burhân). Les théologiens sunnites se disputent entre eux, dit-il, parce qu'ils ne sont pas familiers avec la méthode de la démonstration. Pour Al-Ghazali, la raison ('aql) s'exécute de la manière la plus pure et la plus précise en formulant des arguments qui sont démonstratifs et atteignent un niveau où leurs conclusions sont hors de doute. Pour Al-Ghazali, Une démonstration rationnelle valide n'est jamais fausse.
Ni la raison ni la révélation ne peuvent être vue comme fausses. Par conséquent, le résultat d'une démonstration vraie ne peut contredire la révélation. Si cela devait être le cas, le savant doit interpréter (ta'wîl) le texte et le lire comme un symbole d'une vérité plus profonde. En revanche, on ne peut admettre d'interpréter des passages de la révélation coranique dont le sens extérieur n'est pas contredit par une démonstration valable.
Si la démonstration prouve quelque chose qui viole le sens littéral de la révélation, le savant doit appliquer l'interprétation au texte et le lire comme un symbole d'une vérité plus profonde. En revanche, l’interprétation des passages de la révélation dont le sens extérieur n'est pas réfuté par une démonstration valable n'est pas autorisée.
Le véritable savoir ne peut venir que du dévoilement, ce qui suppose une âme réformée, purifiée par l'éducation de l'esprit mais aussi du corps. Le savoir ainsi acquis ne vient pas de la parole (orale ou écrite); il s'agit d'un savoir qui gagne l'âme, pour autant qu'elle soit purifiée et ainsi prête à le recevoir. L'acquisition progressive de ce savoir permet à l'âme de connaître Dieu de mieux en mieux et de s'en approcher, conditions au bonheur véritable de l'homme. Ce savoir prend la forme d'une inspiration ou d'une illumination (nūr min Allāh - une lumière venue de Dieu).
Al-Ghazali définit l'individu vertueux comme celui qui renonce à ce monde pour tendre vers l'au-delà, qui préfère la solitude à la fréquentation de ses semblables, le dénuement à la richesse et la faim à la satiété. C'est l'abandon à Dieu et non le goût du combat qui dicte son comportement et il est plus enclin à faire preuve de patience que d'agressivité.

## L'interprétation et ses limites

### Les enseignements «déviants» de la philosophie
Al-Ghazali repère quelques positions théologiques ou philosophiques qui relèvent de la mécréance. Dans L'Incohérence des philosophes, il en mentionne trois:
1. le monde n'a pas de commencement dans le passé et n'est pas créé dans le temps ;
2. la connaissance de Dieu ne comprend que des classes d'êtres (universaux) et ne s'étend pas aux êtres individuels et à leurs circonstances (particuliers);
3. les récompenses et les punitions dans l'autre vie n'ont qu'un caractère spirituel et ne sont touchent pas également le corps.

Il en ajoute deux, dans Fadhâ’ih al-Bâtiniyya (« l’infamie des Batinites »): 4) des exemples de violations flagrantes du monothéisme de l'islam; et 5) les enseignements des prophètes, bien qu'ils apportent un certain bénéfice à l'individu et à la société, ne sont pas effectivement vrais. Griffel relève cependant que les positions considérées comme mécréance par Ghazali sont liées à l'autorité de la loi religieuse. C'est en fait uniquement chez les philosophes (falāsifa) et les ismaélites que Ghazali voit des positions hérétiques mettant à mal l'autorité légale et morale de la révélation.
Dans al-Iqtisad fi l-i'tiqad, (« La modération dans la croyance »), Ghazali note que pour les falāsifa, les passages de la révélation mentionnant des récompenses corporelles dans l'au-delà ne sont que les symboles d'une félicité spirituelle et immatérielle. Mais une telle lecture relève de l'incrédulité parce que dans ces conditions, le croyant ne se nourrit plus du Coran et des enseignements des prophètes. En outre, un bonheur purement spirituel reste relativement abstrait pour les gens et donc, il est nécessaire de croire au caractère physique de l'au-delà, faute de quoi le système de peines et récompenses n'aura pas d'effet incitatif et dissuasif ici-bas. Il souligne d'ailleurs que, à côté de l'affirmation du monothéisme (tawhid) et de la prophétie de Mahomet dans la profession de foi, la croyance en l'existence du paradis et de l'enfer, et de conséquences qui affectent le corps et l'âme. Et c'est pourquoi, à la fin de L'incohérence..., il prononce une fatwa contre les philosophes qui soutiennent ces thèses, allant jusqu'à affirmer qu'ils doivent obligatoirement être exécutés.

#### Une fatwa contre les philosophes
Les autres enseignements, à l'exclusion des trois énumérés, doivent être tolérés et ne doivent pas faire l'objet d'une condamnation légale. En effet, les vues des falāsifa sur l'unité de Dieu et Ses attributs sont similaires à celles des Mutazilites. Or, Al-Ghazali recommande de ne pas considérer les Mutazilites comme des mécréants. Par conséquent, en ce qui concerne les enseignements autres que les trois cités, les falāsifa ne peuvent être accusés que d'innovation indue (bid'a). Les accuser d'avoir introduit de telles innovations (tabdi') est un simple jugement moral qui n’entraîne aucune conséquence juridique. » Elle peut cependant entraîner quelques persécutions de la part de la communauté.
En revanche, en ce qui concerne les trois thèses des philosophes, c'est d'apostasie qu'il s'agit d'après al-Ghazali, et elle est selon lui passible de mort. Frank Griffel conclut le chapitre qu'il consacre aux relations d'al-Ghazali avec les philosophes en ces termes : « Once a violation of one of the three elements becomes evident, however, the state authorities have a right and a responsibility to persecute the violators. » (Dès lors que la violation de l'un des trois principes est avérée, les autorités ont le droit et la responsabilité de persécuter les auteurs de la violation).
Voilà qui justifie le jugement d'Henry Corbin sur la violence de l'attaque d'al-Ghazali.

#### Jugement sur le crime d'apostasie
Al-Ghazali se demande à lui-même si les philosophes qui soutiennent les trois thèses incriminées méritent le peine de mort. Il répond : oui. Ils doivent être tués.
Dans ses ouvrages juridiques, certains écrits avant l'Incohérence des philosophes, Al-Ghazali explique que ceux qui se prétendent musulmans tout en propageant des opinions établies comme mécréance peuvent être tués sans plus attendre. Ce jugement est fondé sur la loi de l'apostasie, qui entraîne la peine de mort.
Aux premiers temps de l'islam, l'apostasie ne pouvait être établie que si un musulman renonçait ouvertement à sa religion. Il fallait par exemple qu'il néglige lees prières ou assiste à une messe chrétienne. Aucune condamnation n'était possible sans une déclaration sans ambiguïté de la part de l'accusé. Il suffisait alors que l'accusé répète la profession de foi musulmane (Chahada) pour mettre fin aux poursuites. L'apostasie ne pouvait donc être punie que si l'accusé renonçait ouvertement à la foi musulmane.
Mais la position d'Al-Ghazali témoigne d'une évolution frappante : il assimile la négation des principes de l'islam à l'apostasie. Cela constitue un changement signiﬁcatif dans le sens juridique du mot "incroyance" (kufr).
« Une telle compréhension révèle une évolution majeure par rapport à la signification antérieure du terme. Selon l'opinion majoritaire des juristes musulmans avant le milieu du XIe siècle, l'incroyance (kufr) était une question que Dieu punira dans l'au-delà, tandis que dans ce monde, elle ne justifierait pas plus que des sanctions sociales pour ceux qui y sont associés. Déclarer quelqu'un mécréant (takfir) était souvent utilisé pour marquer et calomnier son adversaire théologique ; cela impliquait très rarement des sanctions légales, et certainement pas la peine de mort. » (Frank Griffel, Al-Ghazali's philosophical theology, Oxford University Press, 2009, p. 104)
« Une telle compréhension révèle une évolution majeure par rapport à la signification antérieure du terme. Selon l'opinion majoritaire des juristes musulmans avant le milieu du XIe siècle, l'incroyance (kufr) était une question que Dieu punira dans l'au-delà, tandis que dans ce monde, elle ne justifierait pas plus que des sanctions sociales pour ceux qui y sont associés. Déclarer quelqu'un mécréant (takfir) était souvent utilisé pour marquer et calomnier son adversaire théologique ; cela impliquait très rarement des sanctions légales, et certainement pas la peine de mort. »
Selon Sayyed al-Qimni, aux tout premiers temps de l'islam, c'est-à-dire du vivant du prophète Muhammad, la notion de crime d'apostasie n'existe pas. Le crime d'apostasie n'est pas mentionné dans le Coran, qui insiste sur le fait que Dieu seul peut juger de la croyance ou de la mécréance. Il est une invention des successeurs du Prophète. Elle contredit de façon flagrante le principe « Pas de contrainte en religion » (Coran II, 256). L'évolution que connaît cette notion au XIe siècle introduit la notion d'apostasie clandestine - on peut désormais condamner non seulement celui qui renie ouvertement l'islam, mais même celui qu'on suspecte de ne pas être sincère, alors qu'il se dit musulman, du seul fait qu'il met en doute un seul dogme. Al-Ghazali admet cette nouvelle définition et l'applique à « la plupart des philosophes ».

### «Épître de la tolérance»

#### Limiter une pratique courante
Les critères de l'incroyance ayant ainsi évolué, al-Ghazali s'inquiète, en raison de la fréquence de l'accusation facile d'infidélité, d'une possible vague de persécutions. Préoccupé par cette situation, il écrit Le critère de distinction entre l'Islam et l'incroyance pour tracer une limite entre l'islam et l'apostasie clandestine (Faysal al-tafriqa bayna l-Islam wa-l-zandaqa). Le livre, traduit en français sous le titre « L’épître de la tolérance », établit une place juridique et théologique pour la tolérance religieuse dans l'islam. Aussi bien, on peut souligner qu'il s'agit d'un livre sur les limites de la tolérance. Griffel le décrit ainsi : « Al-Ghazâlî’s efforts in dealing with the philosophical movement amount to defining the boundaries of religious tolerance in Islam. » (Les efforts d'al-Ghazali face au mouvement philosophique reviennent à définir les limites de la tolérance religieuse en islam). De même Sherman A. Jackson souligne que le souci du théologien est de démontrer les limites de la tolérance religieuse.
Richard M. Frank a observé qu'Al-Ghazali a rédigé "Le critère de distinction entre l'Islam et l'incroyance" pour répondre aux allégations le traitant de mécréant, dues à ses écarts par rapport aux enseignements ash'arites précédents exposés La revivification des sciences de la religion.
Le but de se protéger contre les accusations d'incroyance correspondait également à celui de restreindre l'usage des accusations dans les débats théologiques, ainsi qu'à la volonté de définir clairement les limites entre l'islam et la mécréance. Cette préoccupation était déjà présente lorsqu'il rédigeait sa fatwa dans les dernières sections de son œuvre "L'Incohérence des philosophes".
Dans l'introduction de "Critère de distinction entre l'Islam et l'incroyance", Al-Ghazali accable ceux qui taxent d'hérésie les tendances autres que les leurs, à tort et à travers, par ignorance, par communautarisme ou par mimétisme. Mais il accable aussi bien juifs et chrétiens : « le juif et le chrétien sont mécréants ». Il juge de même ceux qu'il désigne comme les brahmanites, les ismaélites et la plupart des philosophes. Avicenne eût sans doute été surpris de se voir qualifier de mécréant.

#### Les modes de l'être
Pour Al-Ghazali, toute interprétation des Textes pouvant être portée sur une "catégorie d'être" donnée ne devrait jamais faire l'objet d'une accusation d'hérésie. Al-Ghazali distingue cinq catégories d'être:
1. "‌L'être indépendant" (al wujud al dhati): est la qualité d'un être dont l'existence est objective et extérieure aux sens et à l'esprit, sans qu'il y ait une impossibilité à le considérer en tant que tel, qu'il puisse ou non être saisi par les sens ou l'intelligence: les anges, les sept cieux, le trône de Dieu... relèvent par exemple de cette catégorie.
2. ‌"L'être sensoriel" (al wujud al hissi): est un être dont l'existence est tributaire de la perception sensorielle, sans qu'il ait une existence objective. Faire tourner un bâton enflammé donne l'illusion qu'il constitue un cercle là où il n'y a qu'un point qui se déplace. Le cercle est dit avoir une existence sensorielle. Un hadith du prophète, selon lequel le paradis lui a été montré sur un mur, tient de cette catégorie. En prenant acte de l'impossibilité pour les corps de s'interpénétrer (vraisemblablement une référence de Al-Ghazali au principe d'identité) et que le « petit » ne peut contenir le « plus grand que lui », il s'ensuit que le paradis n'a pas été contenu par le mur. Il s'agit donc d'une perception sensorielle dont le prophète a fait l'expérience et, contrairement aux êtres indépendants, il n'est pas impossible que les sens perçoivent le plus grand dans le petit, "comme un miroir reflète le ciel" (ou comme il en va d'une photographie dirions-nous aujourd'hui).
3. ‌"L'être représenté" (al wujud al khayali): renvoie à l'image de l'être construite par l'esprit lorsque l'être n'est ni présent dans la réalité objective ni présent aux sens, comme le rêve ou le souvenir. Le prophète dit un jour que c'était comme s'il voyait Jonas faire des invocations, et les montagnes de lui répondre et Dieu de lui dire: "tu es exaucé". Le plus probable est qu'il s'agit là d'une représentation mentale de cet événement, dans la mesure où l'événement relaté est de fait antérieur au prophète. Qu'il s'agisse d'une perception sensorielle est moins probable, compte tenu du "c'était comme si je voyais" par lequel le prophète commence son récit. Ce n'était donc pas une vision à proprement parler de l'événement, mais "comme" une vision.
4. "‌L'être par la raison" (al wujud al 'aqli): est, pour les choses réelles, concrètes et dotées d'un sens, de n'en retenir que le sens à l'exclusion de la réalité ou du substrat qui le véhicule. Ainsi, la "main de Dieu" dans le coran est ce qui donne et enlève, rétribue et punit, fait et défait les choses, sans en retenir une quelconque représentation anthropomorphique d'un membre, représentation par ailleurs inconciliable avec l'être divin.‌
5. "L'être par analogie" (al wujud al chabahi): est un être "comparé" dont l'existence n'est ni présente à la raison ou à la représentation mentale, ni même présente dans ou à l'extérieur des sens et de l'esprit. Ce qui est présent est un "comparant" ayant quelque caractéristique ou attribut en commun. Al-Ghazali en veut pour exemple la colère, la joie quand ils s'appliquent à Dieu.

#### Méthodologie de l'interprétation
Pris acte de cette typologie des modes d'être, toute interprétation des Textes doit dériver:
1. En premier lieu, de l'impossibilité d'une interprétation au premier degré (dhahir), qui correspond à la catégorie de "l'être indépendant".
2. Si une telle interprétation s'avère impossible, le sens doit être porté, en deuxième lieu, sur la catégorie de "l'être sensoriel".
3. Si cela demeure encore impossible, alors l'interprétation doit être portée en troisième lieu sur "l'être représenté" ou alors sur "l'être pratique".
4. Si l'impossibilité se maintient à ce stade, l'interprétation relève en dernier lieu de la catégorie de "l'être par analogie".

Seule une démonstration de l'impossibilité de l'interprétation en fonction d'une catégorie précédente légitime le passage vers la catégorie suivante, et ce, dans l'ordre énoncé.
Pour Al-Ghazali, « une interprétation est subordonnée à l'impossibilité logique d'une explication littérale d'un texte »(Ar-Rāzī reprendra ce principe). Autrement dit, la règle est de toujours s'en tenir au sens littéral, sauf si une démonstration logique (buhrān) s'y oppose.

#### Le spectre des interprétations possibles
On pourrait, à titre d'exemple disconvenir de la démonstration qu'on donnerait de l'impossibilité d'une interprétation d'un Texte comme se référant à une existence objective ("être indépendant"), comme dans le cas du hadith évoquant le paradis exposé au prophète sur un mur. Non convaincu par la démonstration, un adversaire préférera s'en tenir au sens littéral et ne pas comprendre le Texte comme un état que le prophète a expérimenté par ses sens ("être sensoriel") mais comme une réalité existant objectivement ("être indépendant").
Un autre adversaire pourrait aussi conclure à l'impossibilité d'une expérience sensorielle et choisir d'interpréter le hadith comme relevant d'une représentation mentale du prophète ("être représenté"). Pour Al-Ghazali, aucune de ces positions ne devrait en aucun cas être tenue pour être une hérésie ni les tenants de ces positions pour être condamnables. Toute hérésie se situe par définition à l'extérieur des cinq modes de l'être énumérés, ce qui n'est possible en définitive que par la négation de tout sens au texte lui-même.
L'herméneutique d'Al-Ghazali intègre un spectre d'interprétations extrêmement large, allant des lectures les plus littéralistes ("être indépendant") aux interprétations les plus symbolistes ("être par analogie"). À ceci près que, comme indiqué ci-dessus, le littéralisme est pour lui la règle, tandis que l'interprétation symbolique est l'exception.
Sur d'autres sujets, il se montre plus littéraliste que ses prédécesseurs. « Il promeut donc une approche beaucoup plus littérale du texte coranique, alors qu'Ibn Sina en défendait, prudemment il est vrai, une approche métaphorique : al-Ghazâlî réaffirme ainsi, par exemple, que la Création du monde et de l’homme est récente. »  Ou encore, il s'abstient d'interpréter certains passages anthropomorphiques du Coran, alors que ses prédécesseurs al-Baqillani et al-Juwayni, comme lui disciples d'Achari, ne voyaient pas d'inconvénient à proposer des interprétations. Ainsi, à propos d'un hadith qui prête au Prophète cette phrase : « Au jour de la résurrection, le Dieu Très Haut découvrira sa jambe » (expression qui apparaît aussi dans le Coran LXVIII, 42), il écrit : « Je me garde bien d'expliquer cette tradition allégoriquement. »  Muqatil bin Sulayman, pourtant accusé d'anthropomorphisme, n'hésitait pas à interpréter cette formule comme une tournure métaphorique (Claude Gilliot, Muqâtil, grand exégète, traditionniste et théologien maudit, 1, 3, p. 45-46.).

#### La tolérance auXIesiècle: un anachronisme
En revanche, toute mise en question d'un seul des trois piliers du dogme que sont la croyance en un Dieu unique, l'authenticité de la prophétie de Muhammad et le caractère physique des plaisirs et souffrances dans l'Au-delà doivent être considérés comme de l'apostasie clandestine. Il n'est pas nécessaire, selon Ghazali, que l'accusé renie publiquement l'islam. Il suffit, même s'il se dit musulman, comme c'est le cas d'al-Farabi et d'Avicenne, qu'il mette en doute que le paradis soit réellement un jardin planté d'arbres et arrosé de sources pour être taxé de kufar et être excommunié, ce qui est passible de la peine de mort, et Ghazali l'assume. « Ces personnes doivent être absolument accusées d'incroyance (...) Et cela inclut la plupart des philosophes ». Le jugement concerne aussi les chiites ismaéliens. « Cette catégorisation se base sur le fait que l'incroyance est un statut légal, qui implique de s'y opposer avec la plus grande vigueur ». Ghazali expose ainsi les philosophes à la persécution, alors qu'avant le milieu du XIe siècle, le crime d'apostasie ne pouvait être établi que si l'accusé reniait réellement et explicitement l'islam. Voilà qui justifie le jugement de Corbin, qui qualifie de violente l'attaque de Ghazali, et parle d'« extrême véhémence ». La tolérance de Ghazali est donc relative. Le titre original du Faysal al-tafriqa ne comporte pas un mot dont le sens se rapproche de celui de tolérance. Vouloir plaquer un concept moderne sur un auteur du Moyen Âge n'est peut-être pas pertinent,.

## L'homme, la société et le pouvoir
L'être humain n'est ni bon ni mauvais par nature, encore que sa disposition naturelle soit plus proche du bien que du mal. Il se meut, en outre, dans un espace restreint, où les contraintes l'emportent sur les possibilités de choix. Il est moins fait pour le monde d'ici bas, où il souffre, que pour l'autre, auquel il doit aspirer et vers lequel il doit faire tendre ses efforts.
Pour Al-Ghazali, la société, constituée d'individus, ne peut être considérée comme vertueuse. Il la voit dominée par le mal, à tel point qu'il serait plus bénéfique pour l'individu de s'en éloigner plutôt que d'y participer. La dégradation morale de la société semble inévitable. Au sein de cette structure, bien que l'individu détienne certains droits et obligations, son influence reste négligeable face à la force collective du groupe. De plus, cette société est hiérarchisée, avec une élite intellectuelle et dirigeante au-dessus d'une masse qui lui a cédé tout contrôle sur son destin.
Selon Al-Ghazali, les aspects religieux et doctrinaux relèvent exclusivement de l'expertise des érudits, tandis que la gestion des affaires terrestres et de l'État incombe aux dirigeants. Le rôle du peuple se limite à l'obéissance. Concernant la question du califat, Al-Ghazali soutient la nécessité d'avoir un calife pour maintenir l'ordre. En somme, la société est entièrement assujettie à l'autorité divine et à ses commandements, ayant pour finalité de fournir aux individus le cadre pour adorer Dieu.

## Al-Ghazali juriste
Al-Ghazali est un théologien majeur, mais c'est aussi un spécialiste du droit musulman (fiqh), qu'il a étudié auprès d'al-Juwayni, l'un des maîtres incontestés de la discipline. Il est rattaché à l'école sunnite chaféite, comme son maître al-Juwayni. Dans ce domaine, il a écrit al-Mustasfa fi'Ilm al-Usul, un livre qui demeure encore de nos jours une référence en la matière. Averroès, qui a pourtant été très critique à son égard, a cependant écrit un abrégé du Mustasfa de Al-Ghazali. Sa doctrine suit celle du fondateur de l'école, al-Chafi'i, fondateur des usul al-fiqh ou sciences des fondements du droit religieux.
Al-Ghazali se distingue par une certaine intransigeance en excluant plusieurs sources qu'il ne considère pas comme fiables : les Lois révélées avant l'islam, les dits des Compagnons du Prophète, l'istihsān, l'istislāh et le qiyâs ou raisonnement par analogie.
Il souligne par ailleurs l'importance des finalités ou objectifs de la Loi (maqasid ach-chari'a) : la lettre du droit ne doit pas faire perdre de vue son esprit. Une loi ne doit pas aller à l'encontre de ces grands principes, ces cinq objectifs majeurs qui sont la raison d'être de la loi religieuse : préserver la religion, la vie, la raison, les biens et sa descendance.

### Al-Ghazali et la musique
Dans Ihya ulum al-Din, Ghazali s'interroge sur la musique et le chant, pour savoir s'ils sont permis ou non. Il se réfère aux sources - le Coran et la Sunna (les paroles du prophète de l'islam, jugées exemplaires). Il déduit de son examen que non seulement les Textes n'interdisent ni la musique ni le chant, mais qu'ils les autorisent. Il est impossible, dit-il, de les interdire du fait qu'ils procurent un plaisir, car ce serait aussi absurde que d'interdire le chant du rossignol (p. 211). Ce n'est donc pas pour ce motif qu'al-Ghazali va aussitôt ajouter une forte restriction à la pratique et à l'écoute de la musique.
En effet, il interdit toute une famille d'instruments : tous les instruments à cordes (p. 211), y compris le ʿūd (p. 214), un luth à manche court dont jouaient Rhazès et al-Kindi et que ce dernier a même perfectionné, ainsi que les flûtes et, parmi les percussions, le kūba (p. 213). Son argument est que ces instruments sont associés à des styles de musique habituels lors de rassemblements festifs où l'on consomme de l'alcool. L'alcool étant interdit, Ghazali prohibe également ces styles de musique qui pourraient rappeler le souvenir de la boisson et en susciter l'envie. L'interdiction n'est pas dans les sources. Al-Ghazali le reconnaît. C'est lui qui la déduit par un raisonnement fondé sur l'analogie avec la prohibition de l'alcool.
En revanche, pourvu que la musique et les paroles soient adaptées, il ne voit rien de choquant à chanter à la mosquée (p. 223 et 226).

## L'influence d'Al-Ghazali
Al-Ghazali est mort à l'âge de cinquante-trois ans. Il a été un des plus grands penseurs musulmans, recevant ainsi le surnom de "rénovateur" (mujaddid) du Ve siècle de l'Hégire. La profondeur, la complexité et l'étendue de sa pensée est consignée dans plus de soixante ouvrages, dont les plus importants sont Ihya' `Ulum al-Din (Revivification des sciences de la religion), Tahafut al-falāsifa (L'Incohérence des philosophes) et Al-Munquidh min al-Dalal (Erreur et délivrance), ouvrages encore largement étudiés de nos jours. Le mathématicien et poète Omar Khayyam en était très proche, et a composé un poème en hommage à lui, à sa mort.

### Al-Ghazali dans le Moyen Âge chrétien
L'influence d'Al-Ghazali a marqué les pensées juive et chrétienne européennes dès la fin du XIe siècle. Au XIIe siècle, un grand nombre de ses œuvres, y compris des disciplines comme la médecine, la chimie, et la philosophie, ont été traduites en latin, principalement par des chrétiens d'Orient. Parmi ces traductions, figurent des titres majeurs tels que "Ihya' `Ulum al-Din" (Revivification des sciences de la religion), "Maqâsid al-falāsifa" (Les intentions des philosophes), souvent confondu avec un exposé de sa pensée alors qu'il s'agit d'une synthèse des courants philosophiques de son époque, "Tahafut al-falāsifa" (L'Incohérence des philosophes), et "Mizan al-'Amal" (Critère de l'action).
Un certain nombre de penseurs européens travaillaient sur des textes arabes et ont pu prendre connaissance des vues d'Al-Ghazali. Son influence est peut-être perceptible chez des philosophes et savants du Moyen Âge et du début de l'ère moderne, particulièrement chez Thomas d'Aquin,, Dante et David Hume.

### Al-Ghazali et Descartes
Les similitudes entre le deuxième chapitre de Erreur et délivrance et le premier chapitre des Méditations métaphysiques de Descartes sont manifestes. Elles ont été signalées avec étonnement pour la première fois en 1846 par George Henry Lewes dans sa "Biographical History of Philosophy".
Les deux textes partent d'un scepticisme radical pour fonder la possibilité même de la connaissance humaine, à travers un exposé critique de la fiabilité des sens et un doute à l'égard de la fiabilité de la raison.
La question de savoir si Al-Ghazali a eu une influence directe ou indirecte sur Descartes - souvent rejetée par les historiens européens - est encore très débattue parmi les historiens arabes et musulmans de la philosophie.
D'une similitude entre la première des six Méditations et Erreur et délivrance, on ne peut pourtant pas conclure à une convergence des idées de leurs auteurs. La démarche de Descartes a pour but d'affirmer la légitimité des sciences de la nature, fondées sur les mathématiques ; celle d'al-Ghazali d'établir une hiérarchie entre les sciences, où les sciences profanes sont subordonnées à celles de la religion. Descartes trouve une issue au doute dans la raison scientifique, al-Ghazali dans le mysticisme. La lumière naturelle, celle de la raison, ne peut être confondue avec la lumière venue de Dieu pour éclairer le mystique. « Not only their conclusions are very different, but even the initial skeptical moves are poles apart. » (Non seulement leurs conclusions sont très différentes, mais même leurs démarches sceptiques initiales sont diamétralement opposées). Descartes écrit le Discours de la méthode comme une introduction à ses ouvrages scientifiques (Dioptrique, Météores et Géométrie), tandis qu'Al-Ghazali ne s'est guère intéressé à ces sciences-là : sa bibliographie en témoigne.

### Al-Ghazali et la pensée juive
Il semble qu'Al-Ghazali a exercé une influence profonde sur la pensée juive. Juda Halevi s'en inspire pour composer son Kuzari. Isaac Albalag, continuateur juif d'Averroès, écrit un commentaire sur Tahafut al-falāsifa qui ressemble fort au Tahafut al-Tahafut de son maître, et constitue donc une critique d'al-Ghazali.
« Nombreux en effet étaient les savants juifs du Moyen Âge qui connaissaient parfaitement la langue arabe, et certaines œuvres d'Al-Ghazali ont été traduites en hébreu ».
« Son livre Mizan al-'Amal (Critère de l'action), en particulier, a trouvé un public chez les Juifs du Moyen Âge : il a été plusieurs fois traduit en hébreu, et même adapté, les versets du Coran étant remplacés par les mots de la Torah ».

### Al-Ghazali et Maïmonide
« Un des grands penseurs juifs à avoir subi l'influence d'Al-Ghazali a été Maïmonide », avance Mohamed Nabil Nofal. Cette influence serait manifeste dans son Dalalat al Ha'irin (Guide des égarés).
« Avner Giladi a même soutenu que le titre du Guide des égarés, (Dalālat al-ḥā'irīn) est emprunté à La Revivification d'Al-Ghazali, où les mots dalīl al-mutaḥayyirīn ( littéralement " le guide des perplexes ") apparaissent au moins deux fois. Pourtant, bien que les preuves de l'influence d'Al-Ghazali sur le "Guide des égarés" s'accumulent, peu de tentatives ont été faites pour étudier l'étendue des parallèles et des similitudes entre la pensée philosophique d'Al-Ghazali et celle de Maïmonide.
Certains chercheurs commencent à indiquer la direction que pourrait prendre une telle étude. Herbert A. Davidson, par exemple, est allé jusqu'à affirmer que pratiquement tout ce qui est de caractère métaphysique attribué par Maïmonide à Aristote mais dérivant d'Avicenne peut être en réalité trouvé dans Les intentions des philosophes d'Al-Ghazali. »
Il reste que Maïmonide est un rationaliste, qu'il essaie comme Averroès de concilier raison et foi, qu'il interprète les passages de la Bible qui contredisent la philosophie pour les rendre compatibles avec les idées d'Aristote, alors qu'al-Ghazali combat l'aristotélisme, et que Maïmonide interprète aussi les passages sur l'Au-delà en termes incorporels. Maïmonide est bien plus proche d'Averroès que d'al-Ghazali. Il recommande lui-même : « Prends bien soin de n'étudier les ouvrages d'Aristote qu'accompagnés de leurs commentaires : celui d'Alexandre d'Aphrodise, celui de Thémistius ou celui d'Averroès. » Comme Averroès dans le Dévoilement des méthodes de démonstration, il critique dans le Guide des égarés la théologie acharite - l'école dont al-Ghazali est l'héritier - et sa négation des lois de la nature. Maïmonide nie la réalité des attributs divins, à l'opposé des acharites. Ghazali, fidèle à l'école, considère que les attributs ont une réalité distincte de l'essence de Dieu. Maïmonide tient le libre arbitre pour une « notion première », tandis qu'al-Ghazali nie la liberté humaine, toute action étant causée par Dieu. Enfin, il considère les sciences - logique, mathématiques et physique - comme des préliminaires indispensables à la métaphysique, tandis qu'al-Ghazali établit une hiérarchie où dominent les sciences islamiques, alors que les sciences profanes n'ont à ses yeux qu'une valeur pratique. La similitude du titre « Guide des égarés » avec une expression trouvée dans la Revivification ne prouve pas que Maïmonide a « subi » l'influence de Ghazali, mais plutôt qu'il a choisi le théologien comme cible de ses critiques.

### La philosophie d'Al-Ghazali aujourd'hui
William Lane craig, philosophe analytique de la religion, défend (dans sa thèse de doctorat, dans plusieurs travaux scientifiques ultérieurs et dans des débats publics) "l'argument cosmologique du kalâm" (kalâm cosmological argument), un argument pour l'existence de Dieu dont il a emprunté l'énoncé et une grande part de sa défense à Al-Ghazali, tels que formulés dans  "La modération dans la croyance" (Al-Iqtisād fī al-i'tiqad), argument que William Lane Craig a grandement contribué à revaloriser au sein de la philosophie analytique de la religion.

## Critiques
Si Al-Ghazali a eu une influence, il a aussi soulevé des critiques, notamment de la part d'Averroès qui a répondu à son Tahafut al-falāsifa (L'Incohérence des philosophes) par un livre intitulé Tahafut al-Tahafut (Incohérence de l'Incohérence). Le philosophe de Cordoue s'en prend également à Al-Ghazali dans son Discours décisif (Faṣl al-maqâl). Il y démontre que les trois accusations d'hérésie (kufr) lancées contre al-Farabi et Avicenne n'ont pas lieu d'être. Ces philosophes ne disent pas que Dieu ne connaît pas les particuliers (il les connaît, mais d'une science divine).
Au sujet de l'éternité passée du monde, pour Averroès, ce sont les théologiens qui interprètent les Textes. Il cite le Coran : « C'est Lui qui a créé les cieux et la terre en six jours - son trône alors était sur l'eau » (XI, 7). Donc, selon lui, quelque chose était déjà là. Enfin, leur interprétation des modalités de la vie future ne mérite pas l'accusation d'infidélité, puisqu'ils mettent en question seulement les modalités de la vie dans l'Au-delà, et non son principe même.
Mais l'opposition fondamentale entre les deux auteurs concerne la relation entre la philosophie et la Révélation. Pour Al-Ghazali, si la philosophie contredit la Révélation, c'est que la philosophie se trompe,. Pour Averroès, philosophie et religion ne sauraient se contredire : « la vérité ne peut être contraire à la vérité »; si le Texte révélé semble contredire la lumière naturelle de la raison, alors il faut interpréter le Texte.
Le succès même des thèses d'al-Ghazali a pu être l'un des facteurs du déclin de la philosophie et de la science dans le monde arabo-musulman après le XIIe siècle,. Les attaques du Tahafut contre les philosophes ne sont certainement pas le seul facteur explicatif. Il n'en reste pas moins que la valorisation des sciences religieuses plutôt que des sciences profanes, ajoutée à la critique des philosophes, est pointée comme l'un des facteurs de déclin. Dominique Urvoy désigne aussi le traditionalisme d'al-Ghazali comme l'un des causes de ce déclin. Mohamed Abed Al-Jabri considère la critique du rationalisme par Ghazali comme l'un de ces facteurs, mais il en fait remonter la responsabilité à Avicenne. Mohamed Nabil Nofal est encore plus affirmatif : « Les violents assauts d’al-Ghazali contre la philosophie ont été un des facteurs de l’affaiblissement de celle-ci dans l’Orient islamique. ». Cependant, ces positions ont aussi été contredites. La déclaration suivante faite par Al-Ghazali a été décrite comme une preuve qu'il n'était pas contre le progrès scientifique : "Grand est en effet le crime contre la religion commis par quiconque suppose que l'Islam doit être défendu par la négation des sciences mathématiques." Mais cette phrase doit être replacée dans son contexte : elle s'inscrit dans le paragraphe 41 de Erreur et délivrance, qui a pour objectif de mettre en garde contre les dangers des mathématiques,. Le dessein de Ghazali n'est pas de faire l'éloge des mathématiques. Il ne condamne pas les sciences profanes. Selon lui, leur étude est licite. Mais c'est tout. « La seule science vraie est pour lui la connaissance de Dieu.(...) Quant aux sciences profanes — la médecine, l’arithmétique, etc. — ce ne sont que des techniques. » Al-Ghazali leur attribue un rôle subalterne, et ne les reconnaît que pour leur utilité pratique. Il met en garde contre les dangers de l'étude des mathématiques. Quant à la physique, elle est à ses yeux pour partie inutile, pour partie en contradiction avec le dogme, de sorte qu'elle relève davantage de l'ignorance que de la science. Il affirme, quelques pages après la phrase citée comme « preuve », au sujet des livres des philosophes : « il faut interdire de les lire. » Si rendre Ghazali responsable du déclin des sciences à partir du XIIIe siècle revient à surestimer son influence, et si les sciences ont continué à se développer après cette date, ce n'est pas al-Ghazali qui a contribué à ce développement.

## Témoignages en faveur d'Al-Ghazali
T.J. De Boer:
Gazali est sans doute la figure la plus remarquable de tout l'Islam. Sa doctrine est l'expression de sa propre personnalité. Il a abandonné la tentative de comprendre ce monde. Mais le problème religieux, il l'a compris beaucoup plus profondément que les philosophes de son temps. Ceux-ci étaient intellectuels dans leurs méthodes, comme leurs prédécesseurs grecs, et considéraient par conséquent les doctrines de la Religion comme de simples produits de la conception ou de la fantaisie ou même du caprice du législateur. Selon eux, la Religion était soit une obéissance aveugle, soit une sorte de connaissance qui contenait une vérité d'un ordre inférieur. En revanche, Gazali représente la religion comme l'expérience de son être intérieur. C'est pour lui plus que la Loi et plus que la Doctrine : c'est l'expérience de l'âme.

Ce n'est pas tout le monde qui fait cette expérience de Gazali. Mais même ceux qui ne peuvent pas le suivre dans son vol mystique, quand il transcende les conditions de toute expérience possible, seront au moins obligés de reconnaître que ses abus dans la recherche du plus haut ne sont pas moins importants pour l'histoire de l'esprit humain que les chemins apparemment plus sûrs pris par les philosophes de son temps, à travers une terre que d'autres avaient découverte avant eux.
Montgomery Watt:
Al-ghazali a été acclamé comme le plus grand musulman après Mahomet, et il est certainement l'un des plus grands. Sa vision des choses est également plus proche que celui de nombreux musulmans de celui de l'Europe et de l'Amérique modernes, de sorte qu'il est plus facilement compréhensible pour nous.
Eric Linn Ormsby:
Dans ce livre, j'ai voulu transmettre l'essentiel de la vie et de la pensée d'un religieux de génie trop peu connu en dehors du monde spécialisé. Par l'ampleur, la subtilité et l'influence de son œuvre, Ghazali mérite de figurer parmi les grandes figures de l'histoire intellectuelle, au même titre qu'Augustin et Maïmonide, Pascal et Kierkegaard.
Massimo Campanini:
L'affirmation de Montgomery Watt selon laquelle al-Ghazali était le prototype de l'intellectuel musulman est toujours valable aujourd'hui, car al-Ghazali était à la fois philosophe, théologien, juriste et mystique, et il a réussi à réunir toutes ces facettes pour faire revivre et réformer la religion, non pas exclusivement à des fins théologiques, mais aussi politiques ou du moins publiques (voir chapitre 2).

Il est évidemment impossible d'analyser toute la littérature critique sur al-Ghazali, qui est énorme et ne cesse de croître. Je ne présenterai qu'un bref aperçu démontrant que cet intérêt toujours croissant pour la vie et la pensée d'al-Ghaza-lı- testiﬁes de plus en plus sa centralité en tant que " preuve de l'islam " (hujjat al-Isla-m) et en tant qu'" intellectuel musulman ".

## Œuvres

### Œuvres traduites en français
- Revivification des sciences de la religion (Ihyâ' ulûm ad-dîn) en 40 livres, publiés séparément chez Albouraq. Environ 1500 pages en tout.
- Erreur et délivrance (Al-munqid min al-ḍalāl), Beyrouth, Albouraq, 2004.
  - Autre éd.: Le Préservatif de l'erreur (vers 1107), traduit de l’arabe par M. C. Barbier de Meynard, 1877, Éditions Ionas.
- L'Incohérence des philosophes (Tahâfut al-falāsifa), traduit et annoté par Tahar Mahdi, Edilivre, 2015. voir aussi trad. partielle (question I à IV) B. Carra de Vaux : La destruction des philosophes, Louvain, 1899-1900.
- La Perle précieuse, Beyrouth, Albouraq, 2006.
- Le Chemin assuré des dévots vers le Paradis, Minhâj al-'abidîn 'ilâ al-jannah, traduit de l’arabe par Djamel Ibn Fatah, Beyrouth, Albouraq, 2000.
- L'Alchimie du bonheur (Kimiya'e Saadat), trad. de Muhammad Marcelot, Alif, Lyon, 2010  (ISBN 978-2-908087-22-2).
- Le Miroir du prince et le conseil au roi, Beyrouth, Albouraq, 2014.
- Les Auditions spirituelles et l'extase, Beyrouth, Albouraq, 2000.
- Les Joyaux du Coran - Jawâhir al-Qur'ân, Beyrouth, Albouraq, 2014.
- Les Merveilles du cœur, Beyrouth, Albouraq, 2010.
- Lettre au disciple, Beyrouth, Albouraq, 2004.
- Réfutation excellente de la divinité de Jésus Christ, Beyrouth, Albouraq, 1999.
- Réprouver ce bas-monde, Beyrouth, Albouraq, 2013.
- L'Épître des oiseaux (Risalat al-Tayr) texte en ligne.
- Épître au disciple, traduction de Soufiane Ben Farhat, éd. Perspectives Éditions, Tunis, 2012  (ISBN 9789938843064).
- La paix du cœur. L'alchimie du bonheur ici-bas et dans l'au-delà (Kimiya'-yi sa'adat) (1097), trad., La Ruche, 2006, 54 p. "De l'animal à l'ange" : connaissance de soi, connaissance de Dieu, connaissance de ce monde, connaissance de l'autre monde.
- La Perle précieuse (Al-Durra al-fâkhira), trad. de Lucien Gautier (1878), Alif, Lyon, 1995  (ISBN 978-2-908087-08-6).
  - Autre éd. : La perle précieuse (Ad-Doura al-fâkhira), trad. L. Gautier, 1878, rééd. Les Deux Océans, 1986.
- Le tabernacle des lumières (Mishkât al-anwâr), trad. R. Ladrière, Seuil, 1981. Sa dernière œuvre. Sur la véracité du langage.
- Critère de l'action (Mīzān al-‘amal), 2016, Editions Alqalam  (ISBN 979-10-92883-10-7).
- Temps et prières (trad. de l'arabe, présenté et annoté par Pierre Cuperly, trad. de l'a), Paris, Albin Michel, 1995 (1re éd. 1990 (Sinbad)), 267 p. (ISBN 978-2-226-08753-9)

### Liste thématique des œuvres
Liste établie d'après « A listing arranged by subject » sur ghazali.org [lire en ligne (page consultée le 23 février 2023)]

#### Théologie
- al-Mustaẓhiri ou Fada'ih al-baṭiniyya wa faḍa'il al-mustaẓhiriyya (Infamies des Batinites).
- Ḥujat al-ḥaqq (Preuve de la vérité)
- al-Iqtiṣad fil-i'tiqad (la modération dans la croyance).
- al-Risala al-qudsia (L'épître de Jérusalem).
- Mufaṣil al-khilaf (Clarificateur du désaccord).
- Qawaṣim al-baṭinyah (pourfendeur des ésotériques).
- al-Maqṣad al-'asna fi sharah 'asma' Allahu al-husna (Le meilleur moyen d'expliquer les beaux noms de Dieu).
- Jawahir al-qur'ān wa duraruh (Les joyaux du Coran et ses perles).
- Fayaṣl al-tafriqa bayn al-Islam wa-l-zandaqa (Le critère de distinction entre l'Islam et l'incroyance clandestine).
- Mishkat al-anwar (Le tabernacle des lumières).
- Iljam al-'awamm 'an 'ilm al-kalam (éloigner les masses des sciences de la théologie).
- Al-ḥikmah fi makhluqat illah (La sagesse dans la création de Dieu).
- Qanun al-ta'wil (Méthodologie de l'interprétation)

#### Logique et philosophie
- al-Muntakhal fi al-jadal, (Les élus en dialectique).
- Maqasid al-falasifa (Les intentions des philosophes)
- Tahafut al-falasifa (L'Incohérence des philosophes).
- Mi'yar al-'ilm fi fan al-manṭiq (Critère de la connaissance dans l'art de la logique).
- Miḥak al-naẓar fi al-manṭiq (Pierre de touche du raisonnement en logique).
- al-Maḍnun bihi 'ala ghyar ahlihi (Traité sur l'âme).
- al-Qisṭas al-mustaqim (L'équilibre correct).

#### Droit et jurisprudence
- al-Mustaṣfa min 'ilm al-uṣul (la quintessence de la théorie du droit).
- al-Ta'liqa (Le commentaire).
- al-Mankhul min ta'liqat al-uṣul (Les fondamentaux de la théorie du droit).
- al-Basiṭ (Le traité étendu), version abrégée d'un livre de Juwayni sur le fiqh chaféite[188].
- al-Wasiṭ fi al-madhab (Le moyen traité sur l'école [jurisprudentielle]).
- al-Wajiz fi fiqh al-imam al-shafi'i (Le court traité sur la jurisprudence de Al-shafi'i).
- Kitab tahẓib al-uṣul (Élagage de la théorie du droit).
- Ghayat al-ghawr fi diryat al-dawar (De la question du divorce).
- Asas al-qiyas (Fondement du raisonnement par analogie).
- Fatawi al-Ghazali (Verdicts d'Al-Ghazali).

#### Soufisme et éthique
- Ihyâ' ulûm ad-dîn (Revivification des sciences de la religion).
- Mizan al-'amal (Critère de l'action).
- al-Imala' 'ala Ishkalat al-Iḥya' (Notes sur les questionnements de la Revivification)
- Ma'arij al-qudus fi madarij ma'rifat al-nafs (L'ascension vers le Divin par la voie de la connaissance de soi).
- Bidayat al-hidayah (Début de la guidance).
- al-Durra al-Fâkhira (La perle précieuse).
- al-Arba'in fi iṣul al-din (les quarante fondements de la religion).
- Kimiya-ye sa'adah (L'Alchimie du bonheur).
- Ayouha al-walad al-muḥib (ô fils bien-aimé).
- Naṣiḥat al-muluk (conseils aux rois).
- Zad akhart (Provision pour l'au-delà), en Persan.
- al-Munqidh min al-ḍalal (Erreur et délivrance).
- Sirr al-'alamain wa kashf ma' fi al-darian (Secret des deux mondes et découverte de ce qui est dans les deux demeures)
- Minhaj al-'abidin (Le Chemin assuré des dévots vers le Paradis).